# Eratigena decora
Eratigena decora là một loài nhện trong họ Agelenidae. Chúng được Willis J. Gertsch miêu tả năm 1971.